# Statuia lui Ștefan cel Mare din Bacău
Statuia lui Ștefan cel Mare din Bacău, este amplasată în mijlocul unui sens de giratoriu în fața noii Catedrale Ortodoxe "Înălțarea Domnului" și este unul dintre cele mai cunoscute obiective turistice ale orașului.
Locuitorii orașului au dorit să aducă un omagiu memoriei unuia dintre cei mai mari și longevivi domnitori ai Moldovei. Ridicarea Statuii lui Ștefan cel Mare s-a făcut cu contribuția cetățenilor orașului. Ștefan Cel Mare a fost domnitorul Moldovei în perioada dintre anii 1457-1504 și a rămas în istorie ca un apărător al independenței Moldovei și a luptelor acerbe duse împotriva celor ce dorea să cucerească țara. Timp de 47 de ani cât a domnit (perioadă deosebit de îndelungată pentru acele timpuri) s-a remarcat prin calitățile sale de strateg și diplomat dar și ca un apărător al creștinismului, prin numeroasele biserici și mânăstiri ctitorite în timpul domniei sale.
Astfel, în memoria celebrului domnitor, locuitorii municipiului Bacău au ridicat Statuia ecvestră a domnitorului Ștefan cel Mare care a fost dezvelită la 5 octombrie 1997.